# إيكر برافو
إكير برافو (بالإسبانية: Iker Bravo)‏ هو لاعب كرة قدم إسباني، ولد في 15 يناير 2005.

## وصلات خارجية
- إكير برافو على موقع الاتحاد الأوربي (الإنجليزية)
- إكير برافو على موقع قاعدة بيانات كرة القدم.إي يو (الإنجليزية)
- إكير برافو على موقع Soccerbase.com (لاعب) (الإنجليزية)
- إكير برافو على موقع Soccerway.com (الإنجليزية)
- إكير برافو على موقع عالم كرة القدم.نت (الإنجليزية)